# Tomix
 (mars 2024).
Si vous disposez d'ouvrages ou d'articles de référence ou si vous connaissez des sites web de qualité traitant du thème abordé ici, merci de compléter l'article en donnant les références utiles à sa vérifiabilité et en les liant à la section « Notes et références ».
Tomix est un fabricant japonais de trains miniatures, filiale actuelle de Tomytec Co., Ltd. fondée en 1976. Elle fut fondée par la Tomy company, Ltd., qui s'appelle actuellement Takara Tomy.

## Histoire
À l'origine, Tomy, pour fabriquer et équiper ses trains, utilisait la technologie étrangère comme Bachmann, permettant de baisser ses prix de vente face à Kato. Pourtant, en 1976, Tomy a décidé sérieusement à devenir un fabricant complet de trains de jauge N et a lancé une nouvelle marque, Tomix. L’entreprise a décidé de rompre sa dépendance à l’égard de la production étrangère et de commencer à produire des produits dans le pays. En 1977, Tomix incorpore des éléments de l'industrie allemande du modélisme ferroviaire, et a commencé à vendre des systèmes ferroviaires préfabriqués avec des plates-formes en plastique de calibre N, ainsi que des structures et des équipements de contrôle à combiner entre eux.
Le premier produit lancé fut la locomotive de série EF58 avec les voitures de série JNR 12 à l'échelle HO. Ce fut la seule production HO jusqu'en 1995 où de nouveaux produits HO apparaitront régulièrement ensuite. L'échelle N fut produite à partir de 1977 jusqu'à aujourd'hui. Jusqu'en 1980, une partie de la production N fut faite par Bachmann à Hong-Kong.
Tomix possède une usine à Mibu où se trouve son siège social Tomytec. Elle possède une succursale pour la vente et l'exposition de ses produits à Chiyoda juste à côté de la gare JR Kanda.

## Produits
Tomix travaille sur des produits à deux échelles différentes : le 1:87 (échelle HO) et le 1:160 (échelle N), essentiellement pour le marché du Japon, son marché historique.
Depuis la création de la marque, Tomix s'est constamment concentré sur la production des modèles ferroviaires à voie N. Ils ont développé également des produits connexes tels que les voies, le décor ou des équipements de contrôle avec fonctions sonores. La jauge HO n’est disponible que pour les véhicules.
La plupart des produits sont fabriqués en plastique moulé par injection et sont essentiellement vendus sous forme de produits finis pré-peints.
Tomix se concentre sur les véhicules de l'âge d'or des chemins de fer nationaux japonais (La JNR) à partir des années 1970 en recréant les variantes de par leur livrée différente ou par les sous-séries produites (E233-0/1000-2000 etc..). Tomix se concentre aussi sur les trains récents et sur les nouveaux trains venant d'être produits. Tomix produit plus de trains issus de petites lignes, de petites séries, de séries peu connues ou d'entreprise privées (Odakyū, Meitetsu, Kintetsu, etc.), que son concurrent Kato qui se concentre sur la JR et les grosses séries (Kato produisant aussi des trains étrangers et les « Shinkansen »).
- Tomix ne produit quasiment pas de trains Shinkansen (malgré les demandes) ni de trains étranger au Japon.
- En 2019, le « First Car Museum » contenant uniquement la voiture de tête et une voiture intermédiaire a été inauguré à la vente, et est destinée uniquement à l'exposition.
- Tomix est également fabricant d'un système de voie ferrée miniature à ballast intégré appelé Fine track.

- Il existe 3 niveaux de qualité des produits Tomix : le niveau « normal », le « High Grade » (HG) et le « Progressive Grade » (PG), avec la finition et le souci du détail (installation de l'éclairage intérieur d'origine, par exemple, pour le PG), et de ce fait le prix allant croissant.

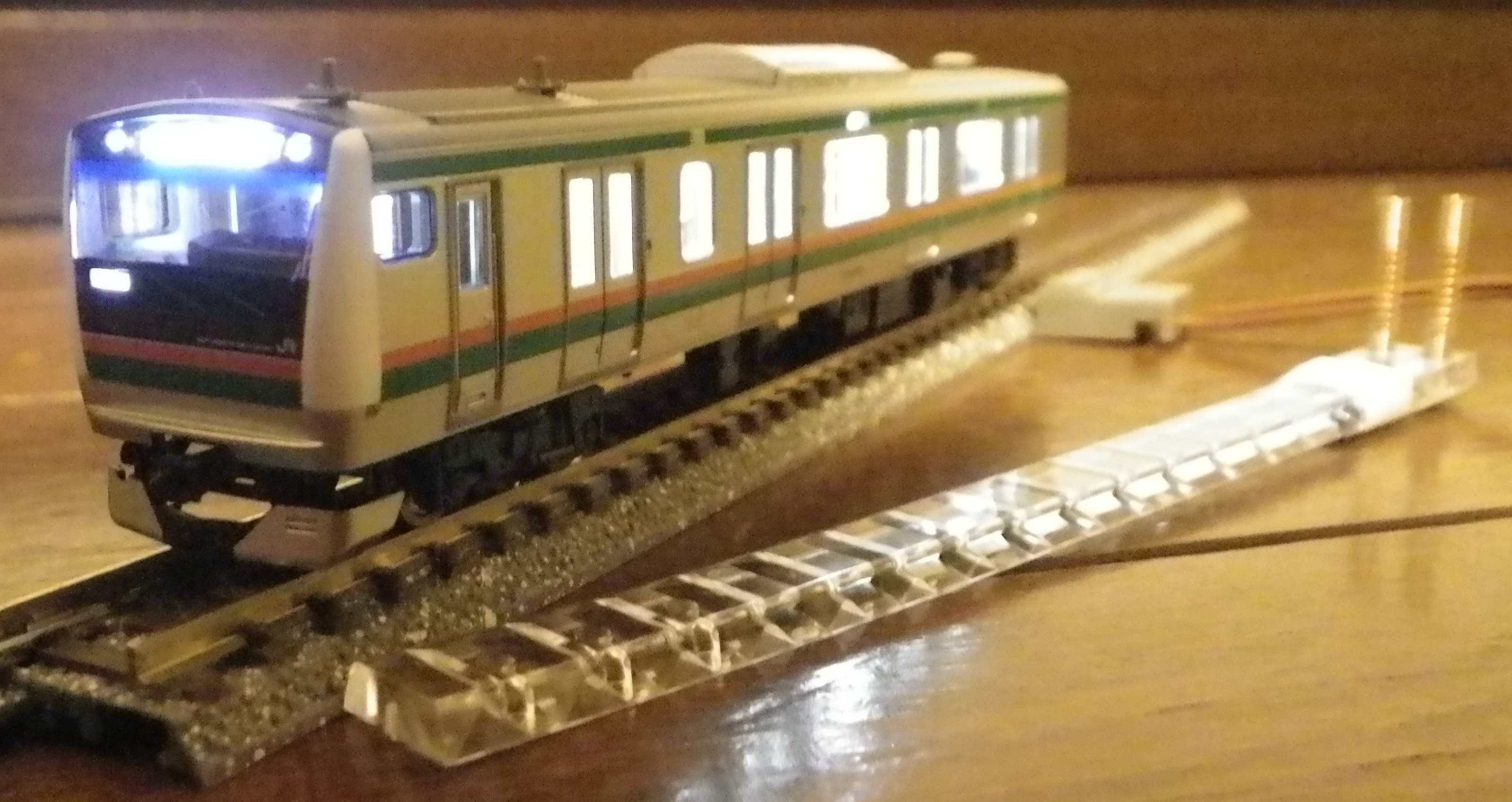
Une série 233-3000 avec son éclairage intérieur, et à côté, le kit.

## Tomix World
Il s'agit d'un site pour l'exposition, la vente et le service après-vente des produits Tomix.
Auparavant nommé Tomix World Tech Station Omiya et situé a Ōmiya près de la gare eponyme, il est désormais situé a Chiyoda juste à côté de la gare JR Kanda.